# Monument natural

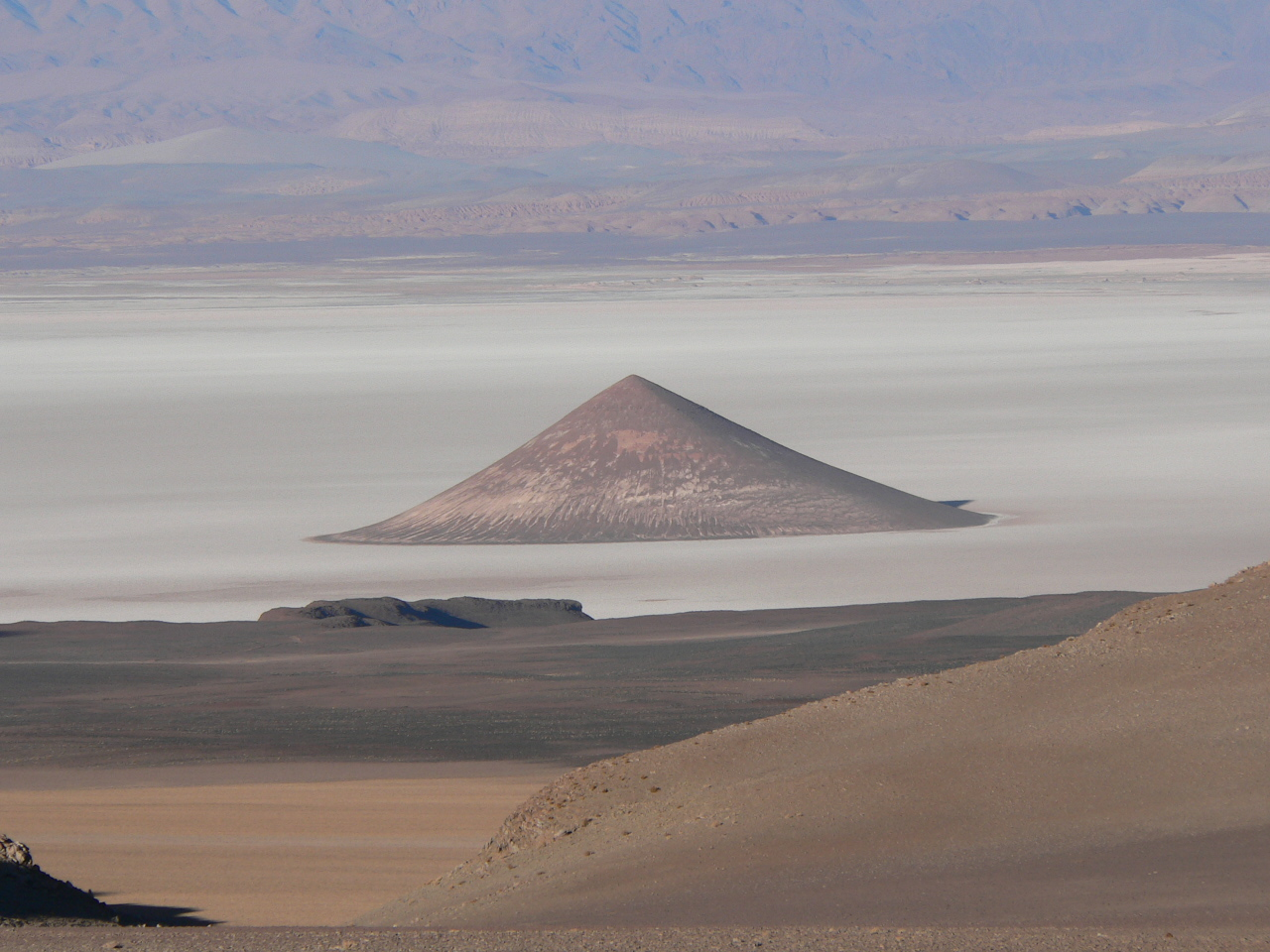
Monument natural Con de Arita a la província de Salta (Argentina).

Un monument natural és un element natural de singular valor paisatgístic, geològic, històric o d'un altre tipus (fins i tot valor simbòlic), des d'un arbre centenari fins a un bosc, una cova, una illa, etc. i la conservació de la qual aconsella un tipus de protecció especial, ja que normalment es troben fora d'un entorn susceptible de tenir una protecció superior.
Un exemple de monument natural és el Drago mil·lenari de Icod de los Vinos i el Teide (tots dos a Tenerife), Semuc Champey, o el Monte Santiago al Valle de Losa.

## Criteri de protecció
Espais o elements de la naturalesa constituïts bàsicament per formacions de notòria singularitat, raresa o bellesa, que mereixen ser objecte d'una protecció especial.
També es poden considerar dins d'aquesta categoria les formacions geològiques, els jaciments paleontològics i altres elements de la gea que reuneixin un interès especial per la singularitat o importància dels seus valors científics, culturals o paisatgístics.
En els Monuments amb caràcter general estarà prohibida l'explotació de recursos, llevat dels casos que per raons d'investigació o conservació es permeti la mateixa, prèvia la pertinent autorització administrativa.
A Colòmbia són equivalents a "monument natural", d'acord amb la classificació de la Unió Internacional per a la Conservació de la Natura (UICN), les següents subdivisions:
- Santuari de fauna i flora
- Via Parc
- Àrea natural única